# 1605 год в науке
В 1605 году произошли различные научные и технологические события, некоторые из которых представлены ниже.

## События
- Английский натурфилософ Фрэнсис Бэкон обнаружил явление триболюминесценции — при колке кристаллического сахара происходят вспышки. Впоследствии (в 1620 году) Бэкон описал этот эффект в трактате «Novum Organum»[1].

## Публикации
- Польский алхимик Михал Сендзивой в трактате «Новый свет в алхимии» предсказал существование кислорода — именно, он высказал предположение, что воздух является смесью газов, один из которых необходим для всякой жизни. Он также правильно отождествил эту «пищу жизни» с газом, выделяемым при нагревании селитры[2].

## Родились
См. также: Категория:Родившиеся в 1605 году
- 7 марта — Семён Дежнёв, русский мореход-землепроходец и исследователь Сибири (умер в 1673 году).
- 28 сентября — Исмаэль Буйо (Буллиальд) — французский астроном-коперниканец. Первым сформулировал закон всемирного тяготения как «закон обратных квадратов»[3] (умер в 1694 году).
- 19 октября — Томас Браун — один из крупнейших мастеров английской прозы эпохи барокко, автор литературных эссе на оккультно-религиозные и естественнонаучные темы (умер в 1682 году).

## Скончались
См. также: Категория:Умершие в 1605 году
- 4 мая — Улиссе Альдрованди, итальянский естествоиспытатель, создатель Болонского ботанического сада (род. в 1522 году)
- 29 декабря — Джон Дэвис, английский мореплаватель, открывший Фолклендские острова и исследовавший Гренландию; его имя носит пролив Дэвиса между Гренландией и Канадой. (род. в 1550 году).